# Gontran Bonheur
Pour les articles homonymes, voir Bonheur (homonymie).
Gontran Bonheur, aussi appelé Jonathan le Veinard (Gladstone Gander en VO), est un personnage de fiction de l'univers des canards créé en 1948 par Carl Barks pour les studios Disney. Petit-fils de Grand-Mère Donald, il est le cousin de Donald Duck et rival auprès de Daisy.

## Historique
Gontran apparaît pour la première fois en janvier 1948 dans Un pari ridicule (Wintertime Wager) de Carl Barks, publiée dans Walt Disney's Comics and Stories no 88. L'histoire montre Gontran et Donald dans toute leur rivalité, malgré les tentatives de Daisy et de Riri, Fifi et Loulou pour les calmer. À noter que dans cette histoire, la chance de Gontran n'est pas encore montrée. Gontran est dans un premier temps présenté comme quelqu'un de vantard et hautain.
Volontiers hautain, vaniteux, voire malhonnête, et sûr de son charme, Gontran se pose également en rival de Donald auprès de Daisy, bien qu'elle soit fiancé avec son cousin. Cette rivalité est établie dès 1943 avec l'histoire Les lettres de l'amour (Donald's Love Letters) de Carl Barks.
Il faut dire qu'il a des manières de dandy et une classe naturelle (costume, cheveux crantés) qui contrastent avec son cousin, d'apparence plus prolétaire. Mais là encore, il n'est guère persévérant : si la belle lui préfère Donald, Gontran se résigne de bonne grâce, sa chance lui apportant souvent une compensation moins fatigante. Et si la joute amoureuse le motive pour des raisons de fierté, c'est aussi avec soulagement qu'il échappe aux contraintes de la vie de couple.
Dans le fond, c'est un célibataire endurci, comme Picsou. C'est même un solitaire : on ne lui connaît pas d'amis, et il n'est pas très populaire auprès de Riri, Fifi et Loulou. Picsou lui-même est agacé par la chance provocante de son neveu. De son côté, Gontran ne semble avoir d'affection pour personne. Individualiste, il déteste qu'on se serve de lui.
Bien que personnage important de l'univers Disney, Gontran est très rarement au centre d'une aventure. Il fait plutôt office d'éternel antagoniste pour Donald, sa chance le mettant naturellement en travers du chemin de ce dernier. En général, les histoires où Gontran apparaît sont d'ordre « domestique », c'est-à-dire qu'elles concernent le quotidien donaldvillois. Il est très rare qu'on voie Gontran embarqué dans une épopée aux quatre coins du monde, oisiveté oblige. La Bataille des héros (Paperiade en version originale italienne) est l'une des exceptions : dans cette adaptation très libre de l'Iliade réalisée par Luciano Bottaro et publiée en janvier 1959 où, fait rare, les canards s'associent à Dingo, Gontran se montre plus déloyal que jamais en aidant les Rapetou à voler Picsou.

## La «chance» de Gontran
Gontran est caractérisé par une chance insolente qui lui apporte tout ce qu'il désire sans le moindre effort et qui contraste avec la déveine permanente qui s'acharne sur son cousin Donald. Sa chance lui permet une grande oisiveté jalousée par Donald qui doit trimer pour l'avare Balthazar Picsou afin de rembourser son inépuisable dette. Gontran ne souhaite pas faire le moindre effort pour obtenir quelque chose comme on peut le voir dans l'histoire Le Secret de Gontran (Gladstone's terrible secret) de Carl Barks où il dévoile qu'il déteste travailler. Malgré cela, il a une seule fois accepté un emploi et gagné deux sous. Pris de honte, il les a enfermés dans un coffre-fort. Donald et Picsou crurent un moment que le mystérieux objet enfermé dans son coffre était son porte-bonheur. Quand les choses tournent mal, il se résigne immédiatement, certain qu'un portefeuille perdu l'attend au prochain coin de rue.
Avec cette chance, Gontran n'accomplit aucune réalisation dont il puisse être fier, ne fait preuve d'aucune ambition et est incapable d'envisager quoi que ce soit à l'avance. Ceci contraste fortement avec Picsou qui est capable de saisir les opportunités qui se présentent mais aussi de travailler dur pour se créer des situations favorables. Ce contraste est montré dans l'histoire L'Oncle Picsou cherche un héritier (Some Heir Over the Rainbow) où Picsou teste Gontran, Donald et les triplés pour savoir qui est le meilleur héritier. Quand Gontran est sur le point de gagner grâce à sa chance, Picsou trouve que c'est une affreuse injustice. Ils sont en compétition dans l'histoire Onc'Picsou et la ruée vers l'or (The Gold Nugget Boat) où, même si Gontran gagne le concours, le milliardaire compense en trouvant de meilleures opportunités comme la découverte d'une grosse pépite.
Sa chance est apparentée à un phénomène mystérieux, dont il est le seul bénéficiaire. En effet, on apprend dans l'histoire Jour de malchance (The Sign of the Triple Distelfink) de Don Rosa, qu'il a hérité de la chance de sa mère, Daphnée Duck, qui pouvait trouver un diamant dans un œuf de poule. Au moment de la naissance de Gontran chez Grand Mère Donald, un peintre avait dessiné sur la façade avant de la grange, un "Triple Oiseleur" pour donner de la chance au bébé. Il dessinera également ce symbole, mais inversé à l'arrière de la grange pour symboliser que la malchance sera derrière lui. Mais à cause d'une bêtise de Donald, ce dernier lui offrira un jour de malchance.
Chaque fois que Donald a tenté de profiter de la chance de Gontran, son plan a échoué. La chance est également infaillible : quoi qu'il arrive, elle met Gontran à l'abri des coups du sort, et le fait gagner dès que le hasard est en jeu.
Mais cela ne veut pas dire que Gontran soit imbattable : en effet, sa chance est très matérialiste et ne prend pas en compte les enjeux émotionnels. Ainsi, Gontran peut très bien être humilié en public, rejeté par Daisy, voire rossé par Donald.
Gontran ne peut pas parfaitement contrôler sa chance, comme dans l'histoire La poisse au Thon (Oolated Luck) de Don Rosa où une tombola a lieu. Donald a 9999 tickets et Gontran possède le dernier. Les neveux, sachant qu'un seul ticket suffit à Gontran pour gagner, inversent les noms des tickets, et Gontran se retrouve avec 9999 tickets et Donald un seul. La chance de Gontran s'inverse alors, et il perd, car un seul ticket lui suffit. Malgré cela, Gontran est quand-même gagnant car la première place qui revient à Donald est une croisière où le bateau reste coincé dans un glacier. Alors que Gontran gagne des boîtes de conserve dans une desquelles se trouve un bijou de valeur. Même dans ce cas, la chance de Gontran a tout prévu.

## Sa famille
Gontran Bonheur est le fils de Daphnée Duck et Gustave Bonheur comme indiqué dans l'arbre généalogique établit par Don Rosa. Il faut savoir qu'en 1950, dans l'arbre généalogique réalisé d'après un brouillon de Carl Barks, Gontran était indiqué comme le fils adoptif de Mathilda Picsou et Gustave Bonheur. Toujours d'après l'idée de Carl Barks, il serait devenu orphelin après que ses parents biologiques Daphnée Duck et Luc Glouton seraient morts d'indigestion à un pique-nique gratuit. L'idée a ensuite été abandonnée,. Si Don Rosa a choisi de faire de Gontran le cousin de Donald du côté paternel, c'est pour être logique avec la réplique de Gontran "Balthazar Picsou est le beau-frère du frère de ma mère" que l'on trouve dans l'histoire Course dans les mers du sud (Race to the South Seas) de Carl Barks.
Gontran possède aussi un neveu nommé Eloi Bonheur (Shamrock Gander) possédant la même chance que lui qui apparaît pour la première fois en 1955 dans l'histoire De la veine dans le sang (Daisy Duck) de Tony Strobl.

## Apparitions

### Bandes dessinées
Depuis 1948, Gontran est apparu dans quelques milliers d'histoires. Le site INDUCKS recense en 2008 selon les pays et les producteurs :
- États-Unis :
  - Strips quotidiens : 13 histoires
  - Planches hebdomadaires : 20 histoires
  - Comic-books américains : 233 histoires
  - Histoires Studio (années 1960-1980) : 304 histoires
  - Disney Studio : 6 histoires
  - Gladstone / Another Rainbow : 4
- Italie : Mondadori / Disney Italia : 1111 histoires
- Allemagne : Ehapa : 10 histoires
- Danemark : Gutenberghus / Egmont : 466 histoires
- France : Édi-Monde / Disney Hachette Presse : 32 histoires
- Brésil : Abril : 173 histoires
- Pays-Bas Oberon / GP / VNU : 305 histoires
- Productions diverses (par exemple  Argentine,  Belgique) : 3 histoires

#### Principales histoires deCarl Barks
On le retrouve dans :
- Un pari ridicule (Wintertime Wager, 1948)[1] : Toute première apparition.
- Donald dans les mers du sud (Race to the South Seas, 1949)[19] : première apparition en histoire longue
- Donald sur la banquise (Luck of the North, décembre 1949)[23]
- Donald philatéliste (The Gilded Man, septembre 1952)[24]
- Noël à Pauvreville (A Christmas for Shackton, janvier 1952)[25] où la chance de Gontran se retourne contre Picsou.
- L'Oncle Picsou cherche un héritier (Some Heir Over the Rainbow[26], août 1953)[9] : Picsou évalue ses héritiers
- Le secret de Gontran ! (Gladstone's Terrible Secret, août 1951)[7]
- Onc'Picsou et la ruée vers l'or (The Golden Nugget Boat, septembre 1961)[10]
- Ô douces violences! (Donald's Love Letters, décembre 1949)[4]

#### Principales histoires deDon Rosa
- Poisse et poissons (The Lost Charts of Columbus, 17 octobre 1995)[13] (Oolated Luck), 12 janvier 1988)
- La Découverte de l'Amérique (The Sign of the Triple Distelfink, février 1997)[27]
- Jour de malchance (The Sign Of The Triple Distelfink, 1998)[11] : pourquoi Gontran est-il malchanceux le jour de son anniversaire ?
- L'épisode 12 de La Jeunesse de Picsou, Le reclus du manoir McPicsou (The Recluse Of McDuck Manor, 1994)[28], où il apparaît uniquement sur une case lors du reportage « Le Monde en marche ».

### Filmographie
- 1987-1989 : La Bande à Picsou (DuckTales) (série télévisée)
- 2001 : Disney's tous en boîte (Disney's House of Mouse) (série télévisée)
- 2017-2021 : La Bande à Picsou (DuckTales) (série télévisée)

## Anecdotes
- Bien qu'il ressemble aux autres canards de Disney, Gontran est en fait un jars[29],[30], d'où son bec plus pointu. Cependant, nombre de dessinateurs lui donnent l'apparence d'un canard, avec un bec plus carré.
- Gontran a peut-être été inspiré par Canard Veinard (Lucky Ducky) du court métrage Petit Poulet (Chicken Little) [31].
- Dans les années 1950, Gontran s'est appelé Jonathan le Veinard dans l'hebdomadaire belge Mickey Magazine.
- Dans la première histoire de Fantomialdde 1969, nommé Le vengeur diabolique ! (Paperinik il diabolico vendicatore)[32], initialement, c'est Gontran qui devait hériter de la Villa Rosa et donc la possibilité de devenir Fantomiald. Mais finalement, c'est Donald qui en profite. Malgré tout, il aura lui aussi une identité de héros dans l'histoire Fantomiald contre le veinard masqué (Paperinik contro il mascherato fortunato)[33]. En 2008, il reprend l'identité d'un héros, en revêtant cette fois-ci le costume du Trèfle et il intègre le groupe des Ultrahéros[34].
- Dans l'histoire Et si Donald n'existait pas ? (The Duck Who Never Was) de Don Rosa [35], il est montré que si Donald n'avait jamais existé, c'est Gontran qui aurait été en charge de Riri, Fifi et Loulou. Résultat : les triplés seraient paresseux, obèses et accrocs à la télévision.

## Gontran à travers le monde
- Allemagne : Gustav Gans
- Brésil/ Portugal : Gastão
- Chili : Glad Consuerte
- Danemark : Fætter Højben
- Espagne : Narciso Bello
- États-Unis/ Royaume-Uni : Gladstone Gander
- Finlande : Hannu Hanhi
- France : Gontran Bonheur
- Grèce : Γκαστόνε Γκάντερ
- Hongrie : Gúnár Gusztáv
- Indonésie : Untung Angsa
- Italie : Gastone Paperone
- Mexique : Pánfilo Ganso
- Norvège : Fetter Anton
- Pays-Bas : Guus Geluk
- Pologne : Goguś Kwabotyn
- Suède : Alexander Lukas